# Pol Cassel
Pol Cassel (jako Paul Ernst Karl Cassel; 17. března 1892, Mnichov, Německo - 9. září 1945, Kišiněv) byl německý malíř a grafik. V roce 1937 byla jeho díla spolu s mnoha dalšími vystavena na výstavě Entartete Kunst v Mnichově. Byl několikrát vězněn a zemřel v sovětském zajetí.

## Život a dílo
Cassel se v letech 1907–1914 vzdělával na uměleckých školách v Erfurtu a Drážďanech. Zúčastnil se první světové války a pak se připojil k okruh přátel kolem Conrada Felix Müllera, kam patřil mimo jiné také Otto Griebel, Otto Dix a Elfriede Lohse-Wachtler. V roce 1921 se přestěhoval se svou manželkou Susannou a jejich prvním synem Ra z Drážďan do Wehlenu, kde zůstali až do roku 1938. Narodil se jim druhý syn Constantine.
Ve vzdáleném kamenolomu si vybudoval letní studio, ve kterém se nechal inspirovat přírodou, maloval portréty, obrazy zvířat, květinová zátiší nebo atmosférické krajiny. V jeho dílech se zrcadlily avantgardní proudy své doby s bezprostřední zkušenost z přírody a přechodem do expresivních obrazů.
Příchodem nacistů k moci skončila v roce 1933 Casselova kariéra. Jeho umění bylo označeno za zvrhlé a vystaveno na výstavách „Zvrhlé umění“, v roce 1933 v Drážďanech a v roce 1937 v Mnichově. Aby získal uznání ze strany úřadů, vstoupil do NSDAP, což jej izolovalo od jeho přátel jako byli Otto Dix, Edmund Kesting nebo Eugen Hoffmann. Kýžené uznání se nenaplnilo, a tak udržoval materiální stav nouze pro sebe a svou rodinu. Musel se živit jako dělník v lomech, než byl v roce 1939 zaměstnán v Odboru vodohospodářských staveb v Pirně. V březnu 1944 byl povolán do vojenské služby, zemřel o rok později v sovětském zajetí v Kišiněvě.

## Galerie

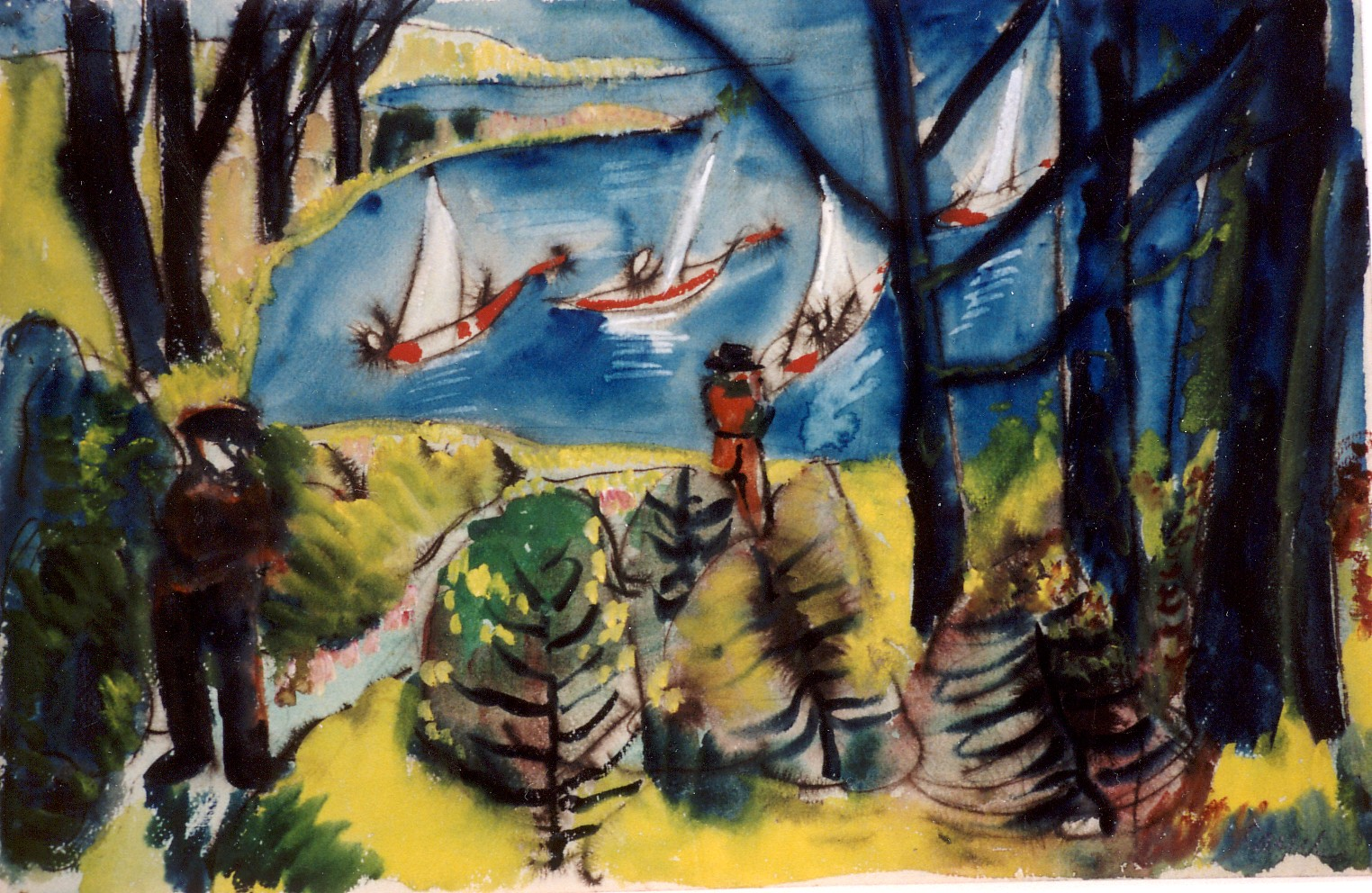
Rybářské lodě v Bretani, 1926
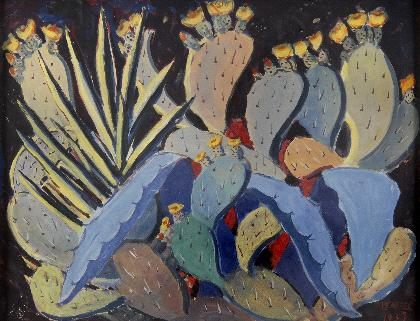
Pol Cassel: Kaktusy, 1937
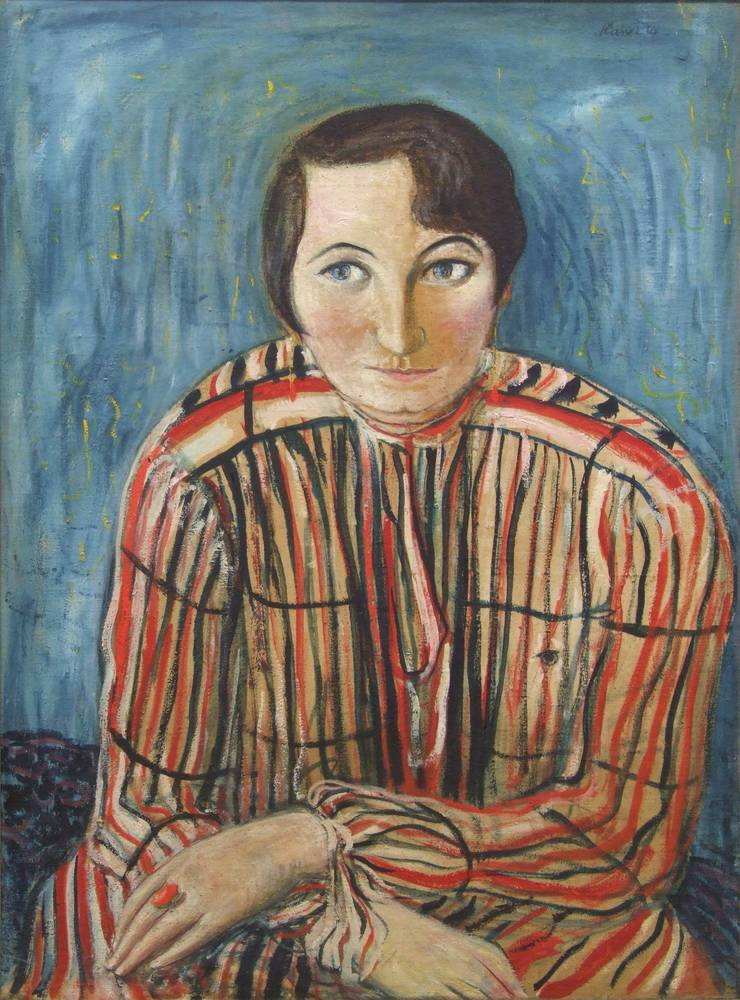
Portrét fotografky Genji Jonasové, 1926

## Výstavy
- 1919 Drážďany, Kunstsalon Emil Richter, spolu s Ottou Griebelem
- 1925 Drážďany, Galerie Neue Kunst Fides, v březnu, spolu s Wilhelmem Lachnitem
- 1925 Drážďany, Galerie Neue Kunst Fides, od července do srpna
- 1925 Drážďany, Kunstsalon Emil Richter, od 9. prosince do 10. ledna 1926
- 1926 Drážďany, Galerie Neue Kunst Fides, od 6. října do listopadu
- 1928 Erfurt, Angermuseum, od února do března
- 1929 Drážďany, Galerie Neue Kunst Fides, v lednu
- 1931 Drážďany, Neue Galerie Ernst Arnold, v květnu
- 1933 Drážďany, Galerie Neue Kunst Fides
- 1935 Freiberg, Freiberger Kunstverein, v květnu
- 1950 Hannover, Studio des Kestner-Museums, v prosinci
- 1962 Drážďany, Kunstausstellung Kühl, od 9. prosince do 26. ledna 1963
- 1963 Drážďany, Kunstausstellung Kühl, spolu s Fritzem Trögerem
- 1992 Drážďany, Kunstausstellung Kühl, od 15. března do 25. dubna
- 2000 Naundorf, Robert-Sterl-Haus v Saském Švýcarsku
- 2005 Pirna, Stadtmuseum, od 29. ledna do 29. května
- 2005 Altenburg, Lindenau-Museum, od 18. června do 28. srpna
- 2011/12 Drážďany, Kunsthalle im Lipsius-Bau, Neue Sachlichkeit in Dresden. Malerei der Zwanziger Jahre od Dix doQuerner, 1. října 2011 – 8. ledna 2012